# Thurnau
Thurnau è un comune tedesco di 4 297 abitanti, situato nel Land della Baviera.

## Amministrazione

### Gemellaggi
- Positano, dal 1º aprile 2000[2]